# レナード・ジェローム

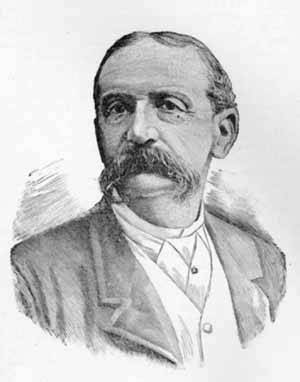

レナード・ジェローム（英: Leonard Walter Jerome、1785年 - 1867年）は、ウォール・ストリートの投機家、トレーダーである。フランスの移民の家に生まれ、イギリスの政治家ウィンストン・チャーチルの母方の祖父にあたる。ランドロフ・チャーチルとレナードの次女ジャネット・ジェロームの長子が、ウィンストンである。
鉄道王コーネリアス・ヴァンダービルトと懇意にしながら、鉄道株を売買、ヨットや競馬に興じ、芸術やオペラハウスなど多くをスポンサーした。ニューヨークのマディソン・アヴェニュー26番に位置するジェローム・マンションは、スクエア・パークを見下ろす、600席のシアターで、朝食は70席、当時ニューヨークのランドマークであった。またオーガスト・ベルモントと共にジェロームパーク競馬場及び最初のアメリカン・ジョッキークラブを設立し、アメリカで2番目に古い競走であるジェロームステークスは彼に由来する。